# Kelvin Clay
Kelvin Clay Fonseca, natural de Brasília, em 2011 começou a grafar seu potencial no esporte logo no inicio dos treinos de Jiu-jitsu na equipe Gracie Barra aos olhos atentos e cuidadosos de Eliezer Dutra e Paulo Melo.
Em 2012 participou de sua primeira competição de Jiu-Jitsu, estreando no evento "Mundial Rockstrike" no ginásio Nilson Nelson em Brasilia.  
Em 2018 e com a faixa marrom na cintura dada por Paulo Melo, Kelvin teve bons momentos na equipe  Gracie Barra - Jardim Céu Azul. 
Atualmente é um Faixa Preta, e treina na Escola do 2x campeão mundial, professor Paulo Melo. 
E com a chegada do Parajiu-Jitsu que é uma categoria paradesportiva do Jiu-Jitsu de competição, Kelvin vem fazendo uma boa atuação no cenário paradesportivo em nível mundial. 
Em 2017 nos Emirados Árabes Unidos na cidade de Abu Dhabi Kelvin disputou o WORLD PROFESSIONAL JIU-JITSU CHAMPIONSHIP da federação UAEJJF, participando em duas categorias do Parajiu-Jitsu Kelvin conquistou medalha de ouro na categoria "Open Mat" e medalha de prata na categoria "N".
No mesmo ano em solo americano Kelvin disputou o Grand Slam em Los Angeles, cidade da Califórnia, conquistando a medalha de prata. Também em 2017 Kelvin pousou do outro lado do planeta, no Japão para disputar o Grand Slam em Tóquio conquistando mais uma vez a medalha de prata.
Em 2017 o multicampeão fundou com mais quatro amigos paratletas a Federação Brasileira de Jiu-Jitsu Paradesportivo, a federação tem atuação mundial com a categoria paradesportiva do Jiu-Jitsu (Parajiu-Jitsu). Kelvin ocupa o cargo de diretor.